# Warwick (Bermudas)
Warwick é uma paróquia do arquipélago das ilhas Bermudas.